# Психично здраве
Психичното здраве е медицински термин, който описва емоционалното и психично здраве, здравословно състояние на реакциите както и на/при перцепцията (виж бихейвиористична психология), и липсата на психични разстройства . Понятието психично здраве се различава в областите на неврологията, психологията и психиатрията, където разбирането за понятието се проявява в различни аспекти. Психологията се занимава с проблемите, свързани с психичното здраве, тези които предизвикват някои дисбаланси в това отношение. Психиятрията конкретно се занимава с клиничните аспекти на сериозно развитите разстройства.
Психичното здраве може да бъде резултат и от качеството на живот или социалната класа, като при различните социални класи се наблюдават различни прояви на проблеми с психичното здраве, или различни разстройства. Напр. хистерията е по-често срещана при богатите жени, докато при бедните се наблюдават друг вид разстройства.
В основата на психичното здраве стои емоционалното здраве (терминът обикновено е използван често и като допълващ в емоционално и умствено здраве, на английски и като емоционално умствено здраве, на английски: emotional mental health) и е термин, който се използва да означи връзката на емоционалното състояние с общото психично здраве на индивида. Хората, които имат добро емоционално здраве притежават добър вътрешен баланс, способни са да се справят с трудности и предизвикателства, да градят силни и здрави взаимоотношения и да се възстановяват от спънките и временните неуспехи.